# Дурмиси, Риза
Риза Дурмиси (дат. Riza Durmisi; род. 8 января 1994, Исхой, Копенгаген) — датский футболист, защитник итальянского клуба «Лацио», выступающий на правах аренды за «Леганес». Выступал за сборную Дании.

## Клубная карьера
Риза родился в семье выходцев из Албании. В 2000 году он начал заниматься в футбольной академии клуба «Брондбю». 26 августа 2012 года в матче против «Эсбьерга» он дебютировал в датской Суперлиги, заменив во втором тайме Яна Кристиансена. Летом 2013 года подписал новый контракт с клубом до 2016 года. 10 ноября в поединке против «Орхуса» он забил свой первый гол за «Брондбю». По окончании сезона интерес к Ризе обозначили французская «Тулуза» и турецкий «Фенербахче».
28 мая 2016 года подписал пятилетний контракт с испанским клубом «Реал Бетис». 20 августа в матче против «Барселоны» он дебютировал в Ла Лиге. 25 февраля 2017 года в поединке против «Севильи» Дурмиси забил свой первый гол за «Бетис».
Летом 2018 года перешёл в итальянский «Лацио», подписав контракт на пять лет. Сумма трансфера составила 6,5 млн евро. 25 августа в матче против «Ювентуса» он дебютировал в итальянской Серии A.
31 января 2022 года перешёл на правах аренды в роттердамскую «Спарту».

## Международная карьера
В 2011 году Дурмиси в составе юношеской сборной Дании принял участие в юношеском чемпионате Европы в Сербии. На турнире он сыграл в матчах против команд Сербии, Франции, Англии и Германии.
Летом того же года Риза принял участие в юношеском чемпионате мира в Мексике. На турнире он сыграл в матчах против команд Бразилии и Кот-д’Ивуара.
8 июня 2015 года в товарищеском матче против сборной Черногории Дурмиси дебютировал за сборную Дании, заменив во втором тайме Симона Поульсена.
В 2015 году в составе молодёжной сборной Дании Риза принял участие в молодёжном чемпионате Европы в Чехии. На турнире он сыграл в матче против сборной Чехии.

## Статистика

### Матчи Дурмиси за сборную Дании
| Матчи Дурмиси за сборную Дании | Матчи Дурмиси за сборную Дании | Матчи Дурмиси за сборную Дании | Матчи Дурмиси за сборную Дании | Матчи Дурмиси за сборную Дании | Матчи Дурмиси за сборную Дании |
| ------------------------------ | ------------------------------ | ------------------------------ | ------------------------------ | ------------------------------ | ------------------------------ |
| №                              | Дата                           | Соперник                       | Счёт                           | Голы Дурмиси                   | Соревнование                   |
| 1                              | 8 июня 2015                    | Черногория                     | 2:1                            | —                              | Товарищеский матч              |
| 2                              | 4 сентября 2015                | Албания                        | 0:0                            | —                              | Чемпионат Европы 2016 (отбор)  |
| 3                              | 7 сентября 2015                | Армения                        | 0:0                            | —                              | Чемпионат Европы 2016 (отбор)  |
| 4                              | 8 октября 2015                 | Португалия                     | 0:1                            | —                              | Чемпионат Европы 2016 (отбор)  |
| 5                              | 11 октября 2015                | Франция                        | 1:2                            | —                              | Товарищеский матч              |
| 6                              | 14 ноября 2015                 | Швеция                         | 1:2                            | —                              | Чемпионат Европы 2016 (отбор)  |
| 7                              | 17 ноября 2015                 | Швеция                         | 2:2                            | —                              | Чемпионат Европы 2016 (отбор)  |
| 8                              | 24 марта 2016                  | Исландия                       | 2:1                            | —                              | Товарищеский матч              |
| 9                              | 29 марта 2016                  | Шотландия                      | 0:1                            | —                              | Товарищеский матч              |
| 10                             | 3 июня 2016                    | Босния и Герцеговина           | 2:2                            | —                              | Товарищеский матч              |
| 11                             | 7 июня 2016                    | Болгария                       | 4:0                            | —                              | Товарищеский матч              |
| 12                             | 31 августа 2016                | Лихтенштейн                    | 5:0                            | —                              | Товарищеский матч              |
| 13                             | 4 сентября 2016                | Армения                        | 1:0                            | —                              | Чемпионат мира 2018 (отбор)    |
| 14                             | 8 октября 2016                 | Польша                         | 2:3                            | —                              | Чемпионат мира 2018 (отбор)    |
| 15                             | 11 октября 2016                | Черногория                     | 0:1                            | —                              | Чемпионат мира 2018 (отбор)    |
| 16                             | 11 ноября 2016                 | Казахстан                      | 4:1                            | —                              | Чемпионат мира 2018 (отбор)    |
| 17                             | 15 ноября 2016                 | Чехия                          | 1:1                            | —                              | Товарищеский матч              |
| 18                             | 26 марта 2017                  | Румыния                        | 0:0                            | —                              | Чемпионат мира 2018 (отбор)    |
| 19                             | 6 июня 2017                    | Германия                       | 1:1                            | —                              | Товарищеский матч              |
| 20                             | 10 июня 2017                   | Казахстан                      | 3:1                            | —                              | Чемпионат мира 2018 (отбор)    |
| 21                             | 5 октября 2017                 | Черногория                     | 1:0                            | —                              | Чемпионат мира 2018 (отбор)    |
| 22                             | 8 октября 2017                 | Румыния                        | 1:1                            | —                              | Чемпионат мира 2018 (отбор)    |
| 23                             | 22 марта 2018                  | Панама                         | 1:0                            | —                              | Товарищеский матч              |

Итого: 23 матча / 0 голов; 9 побед, 8 ничьих, 6 поражений.